# Fröken Julie
För andra betydelser, se Fröken Julie (olika betydelser).

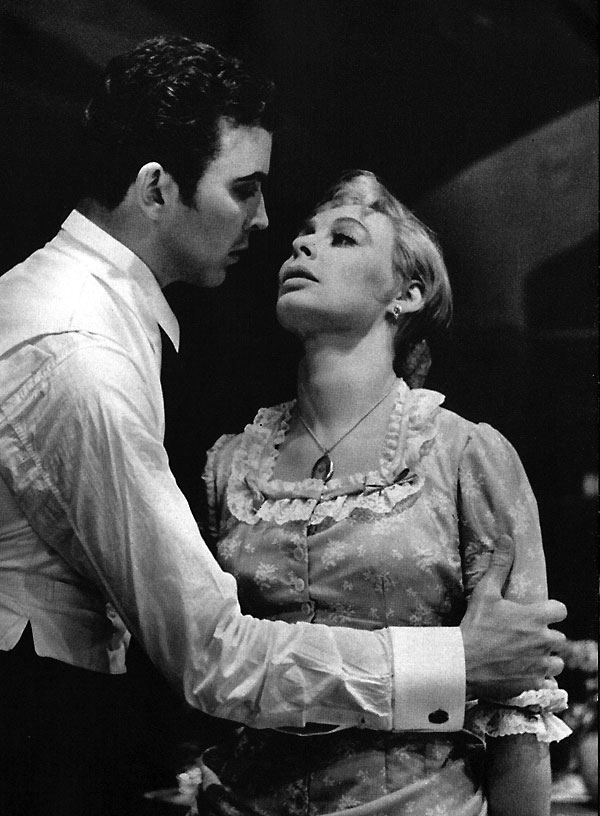
Ove Tjernberg och Gerd Hagman i en uppsättning för folkparkerna 1955.

Fröken Julie är en tragedi av August Strindberg från 1888 och är en av de mest spelade Strindberg-pjäserna i världen.

## Bakgrund
Kammarspelet om den unga högadliga Julie och betjänten Jean, och deras förehavanden under en midsommarnatt och morgon, hade urpremiär i Köpenhamn 1889, med Strindbergs hustru Siri von Essen i huvudrollen. I Sverige var dock stycket svårplacerat; det fick premiär först 1906 på Akademiska Föreningens teater i Lund. Då hade pjäsen redan före sekelskiftet satts upp i både Tyskland och Frankrike.

## Rollfigurer
Fröken Julie: Grevens dotter. Hennes mor uppfostrade henne till att tänka och bete sig som en man, något som inte uppskattas av samtiden. De ständiga motsägelserna har gjort Fröken Julie till en mycket förvirrad person som å ena sidan vet hur hon ska få allt hon vill ha, men å andra sidan inte vet vad det är hon vill ha.
Jean: Betjänt hos greven. Han påstod att han ofta såg Fröken Julie när han var ung och drömde om henne. Sedan dess har han rest mycket och haft många olika jobb och någonstans på vägen insåg han vad han ville göra. Hans mål är att komma upp sig i samhället, en plan som börjar med drömmen om att starta ett eget hotell. Han kommer tillbaka till grevens gård och det dröjer inte länge innan fröken Julie blir en del av hans plan. Han manipulerar henne skoningslöst dit han vill, är ömsom snäll och kall.
Kristin: Kokerskan i grevens hushåll. Väldigt religiös och förlovad med Jean. Hon symboliserar stabilitet och den som är på rätt plats i det naturliga tillståndet för en kvinna. Hennes stabilitet framhäver Jeans och Julies instabilitet och nivåskiftningar.
Greven: Han syns aldrig till, men hans handskar och stövlar står på scen och visar på hans stora inflytande över de två huvudpersonerna, det vill säga fröken Julie och Jean.

## Adaptioner
Pjäsen har filmatiserats ett antal gånger, däribland 1912 av Anna Hofman-Uddgren, 1951 av Alf Sjöberg och 1999 av Mike Figgis.
Pjäsen har också blivit en balett av Birgit Cullberg med musik av Ture Rangström, uruppförd i Västerås 1950. Den brittiske kompositören William Alwyn komponerade 1977 operan Miss Julie. År 2005 hade den belgiske tonsättaren Philippe Boesmans opera Julie premiär på La Monnaie-operan i Bryssel.